# Етцікен
Етцікен (нім. Etziken) — громада  в Швейцарії в кантоні Золотурн, округ Вассерамт.

## Географія
Громада розташована на відстані близько 31 км на північний схід від Берна, 9 км на схід від Золотурна.
Етцікен має площу 3,4 км², з яких на 13,6% дозволяється будівництво (житлове та будівництво доріг), 53,1% використовуються в сільськогосподарських цілях, 32,6% зайнято лісами, 0,6% не є продуктивними (річки, льодовики або гори).

## Демографія
2019 року в громаді мешкало 917 осіб (+21,8% порівняно з 2010 роком), іноземців було 8,5%. Густота населення становила 272 осіб/км².
За віковим діапазоном населення розподілялося таким чином: 21,6% — особи молодші 20 років, 60,9% — особи у віці 20—64 років, 17,6% — особи у віці 65 років та старші. Було 389 помешкань (у середньому 2,3 особи в помешканні).
Із загальної кількості 435 працюючих 31 був зайнятий в первинному секторі, 324 — в обробній промисловості, 80 — в галузі послуг.